# جيمباران
جيمباران هي قرية صيد ومنتجع سياحي تقع في جزيرة بالي في إندونيسيا جنوب مطار نجوراه راى الدولى. يقع على ساحل القرية العديد من مطاعم المأكولات البحرية الفاخرة والفنادق الفاخرة كالسكن الخاص وسبا كايومانيس، فندق انتركونتيننتال بالي، منتجع وسبا أيانا، فندق فور سيزنس وجيمباران بوري بالي إضافة إلى مطعم بوري الشعبي الذي يترأسه الطاهي الشهير كيفن شيركاس والذي أيضا يترأس مطبخ سكن وسبا كايومانيس. شهدت السياحة في جيمباران نموا سريعا والذي بدوره أدى إلى نمو الاقتصاد المحلي ولكن تضاءل بعد تفجيرات بالي الإرهابية في 2005 عندما هاجم انتحاريين مطعمين مشهورين على الشاطئ ولكن استعاد النشاط السياحي عافيته. يمكن للزبائن اختيار الفاكهة البحرية حية والتي تطهى في الحال فوق قشور جوز الهند بدل من على الفحم. يدير جيمباران بجانب شبه جزيرة نوسا دوا مقاطعة جنوب كوتا وتقع القرية في «رقبة» شبهة الجزيرة الجنوبية لبالي.

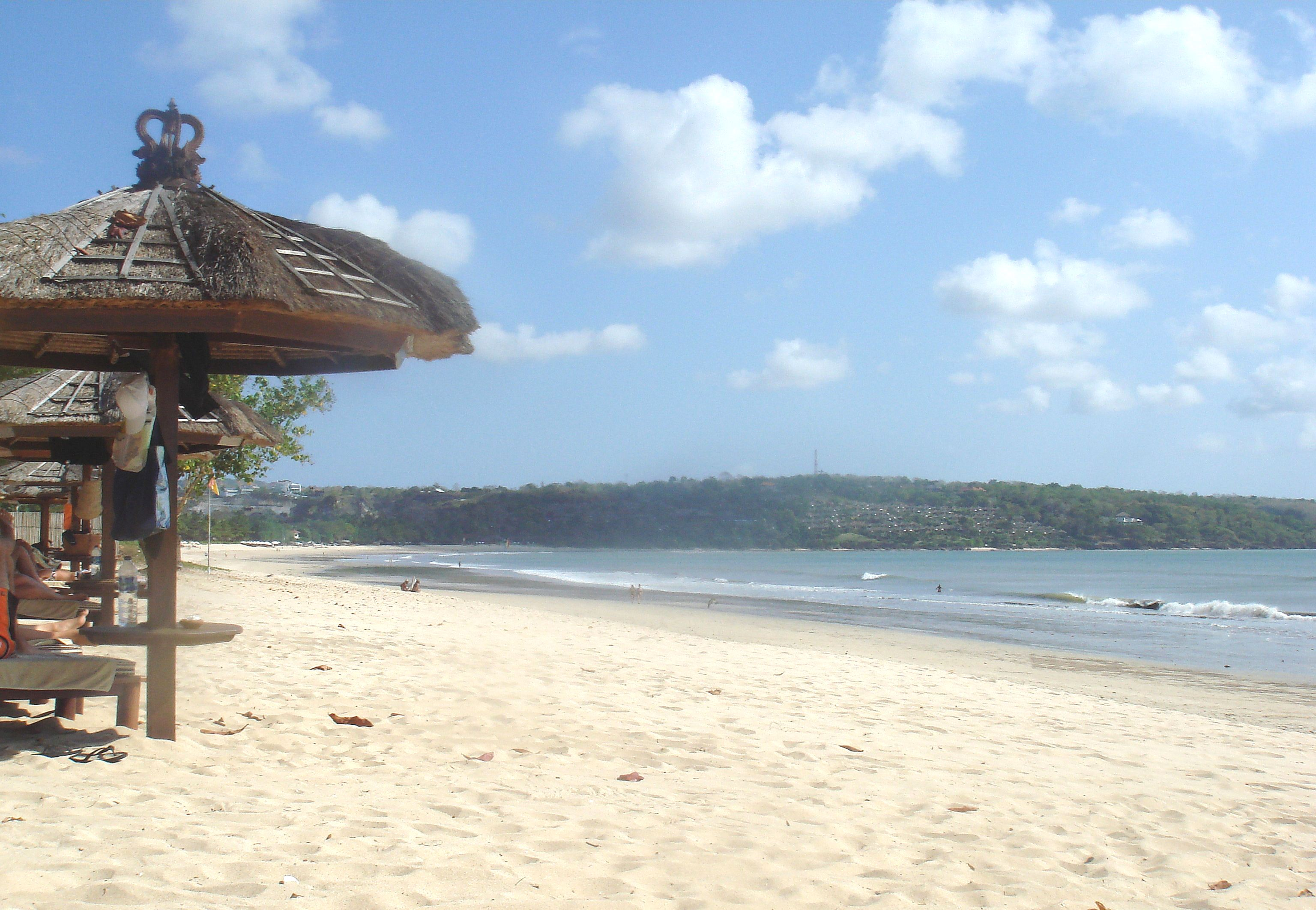
الشاطئ بنظر إلى الجنوب.
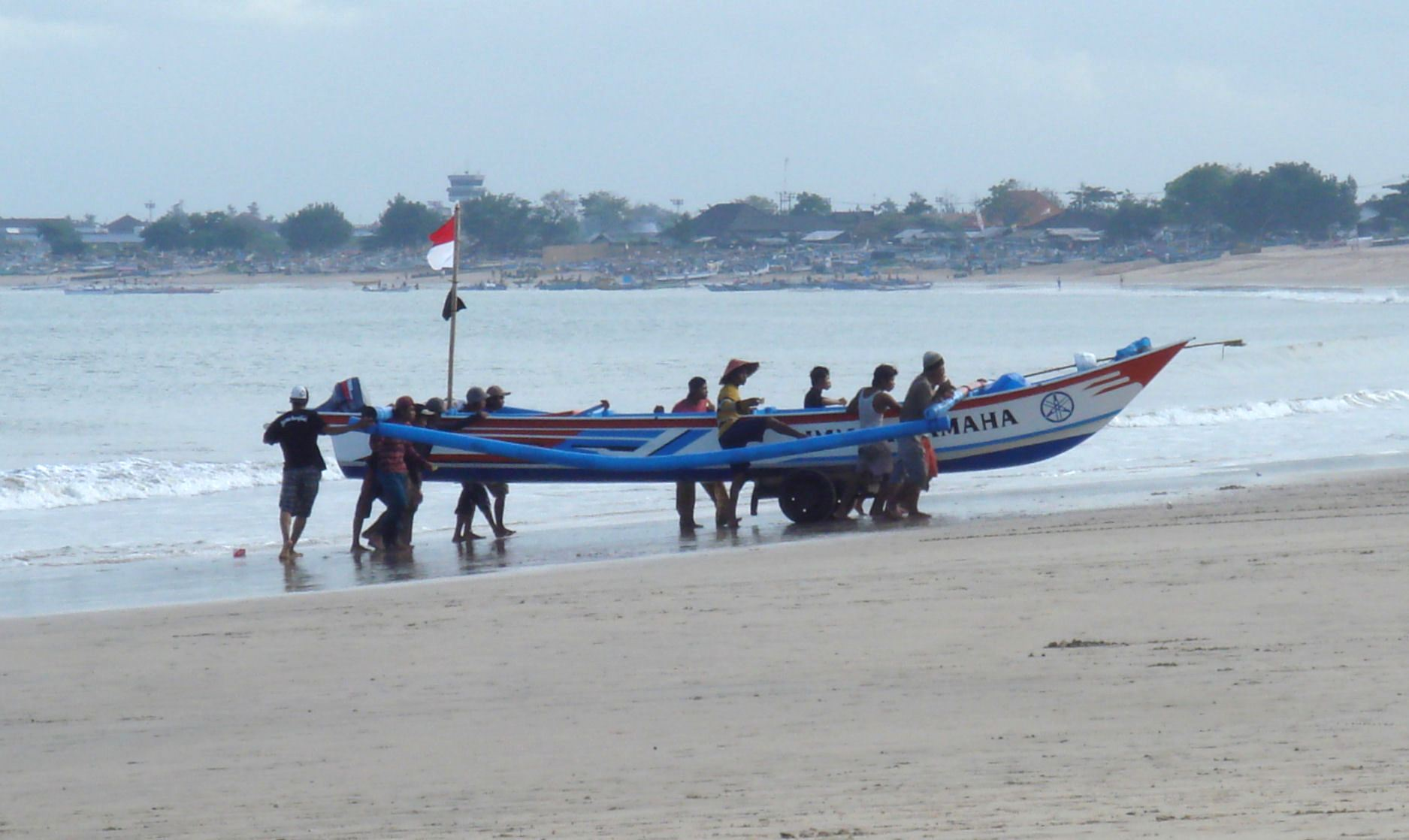
قارب لصيد السمك يصل إلى جيمباران.
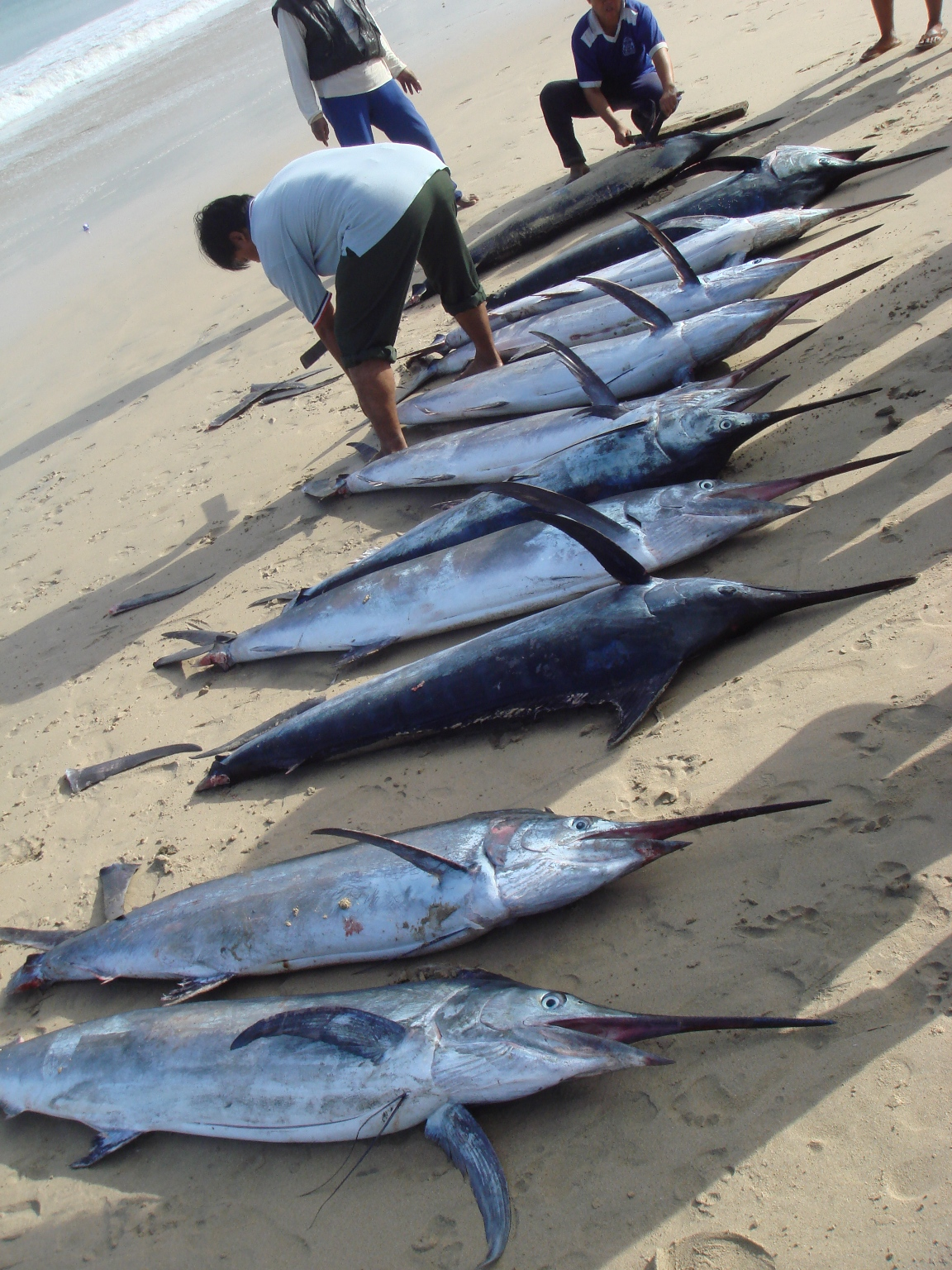
صيد سمك مرلين.
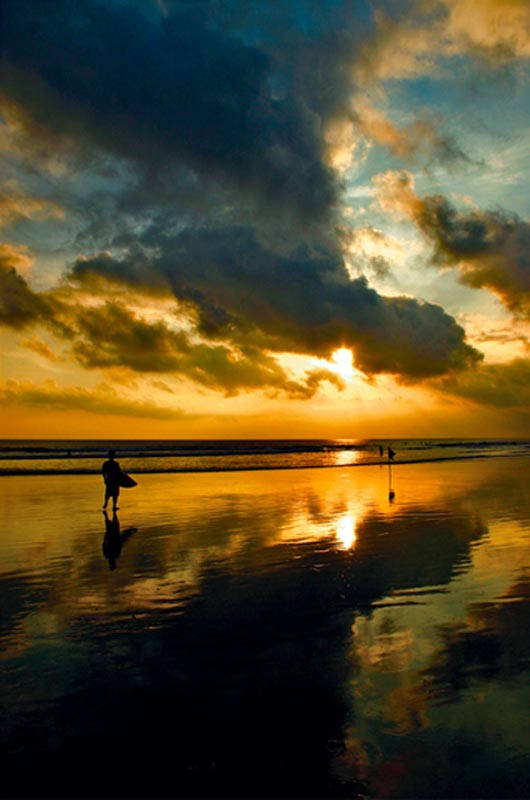
شاطئ جيمباران.
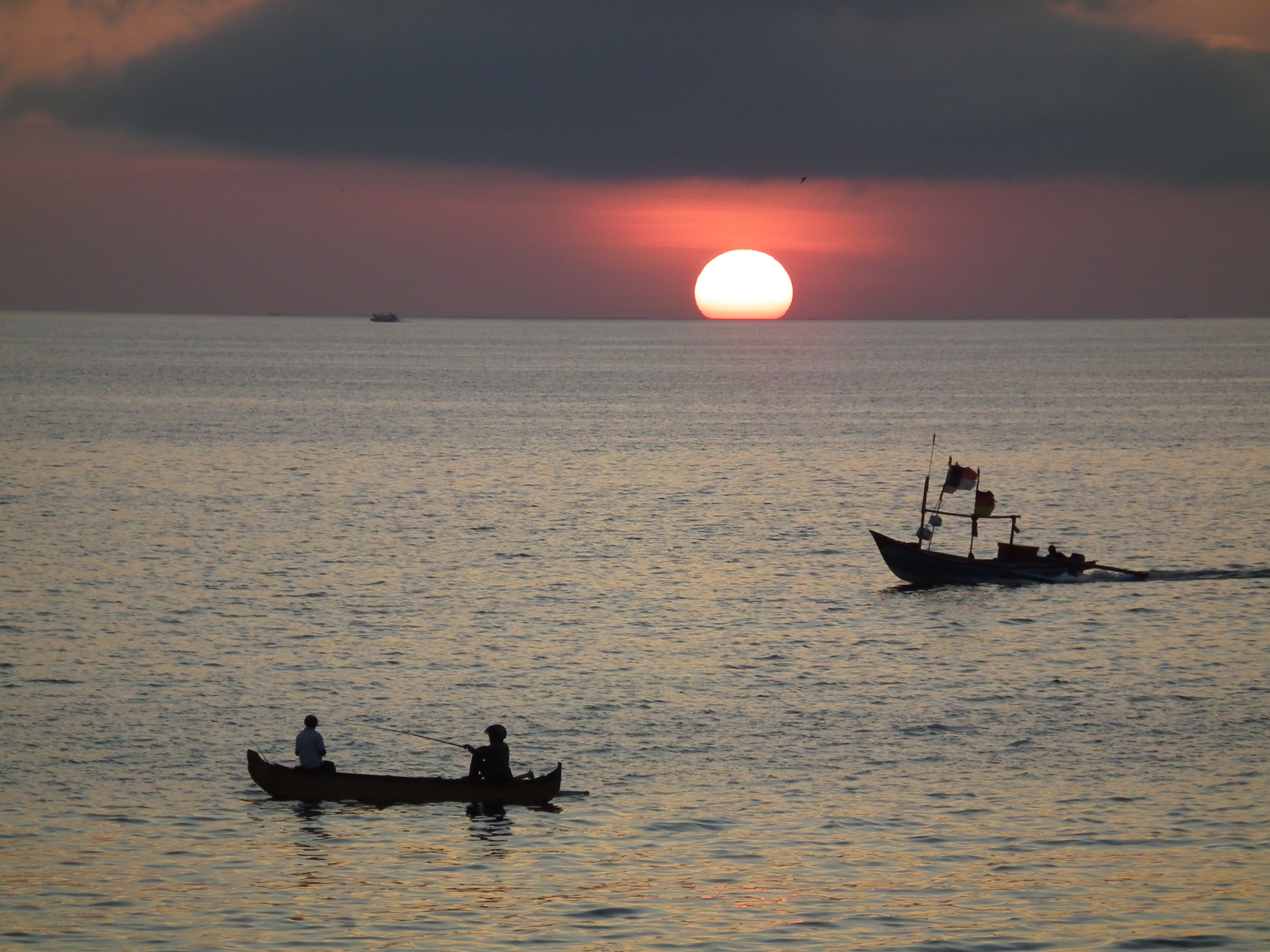
غروب الشمس على الشاطئ.
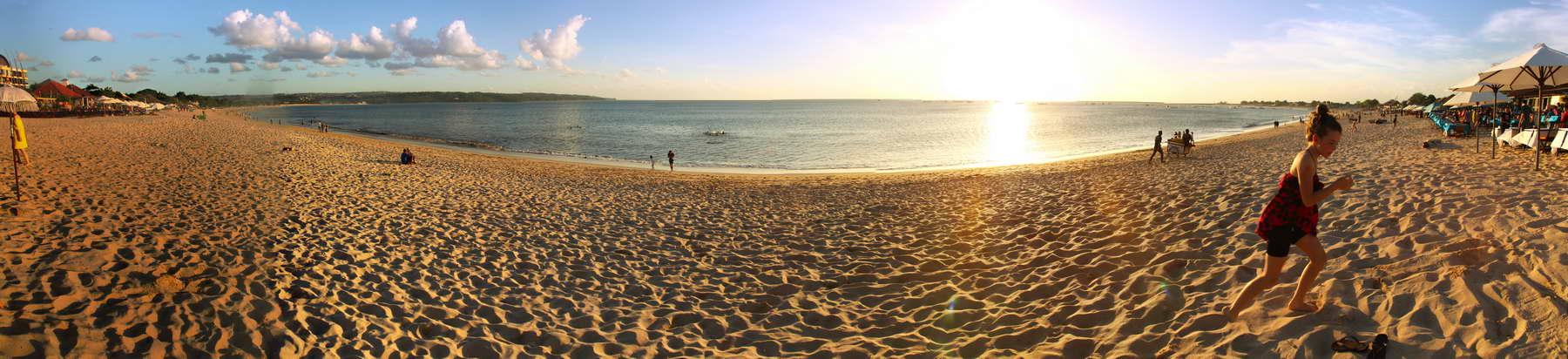
مشهد بانورامي للغروب على الشاطئ
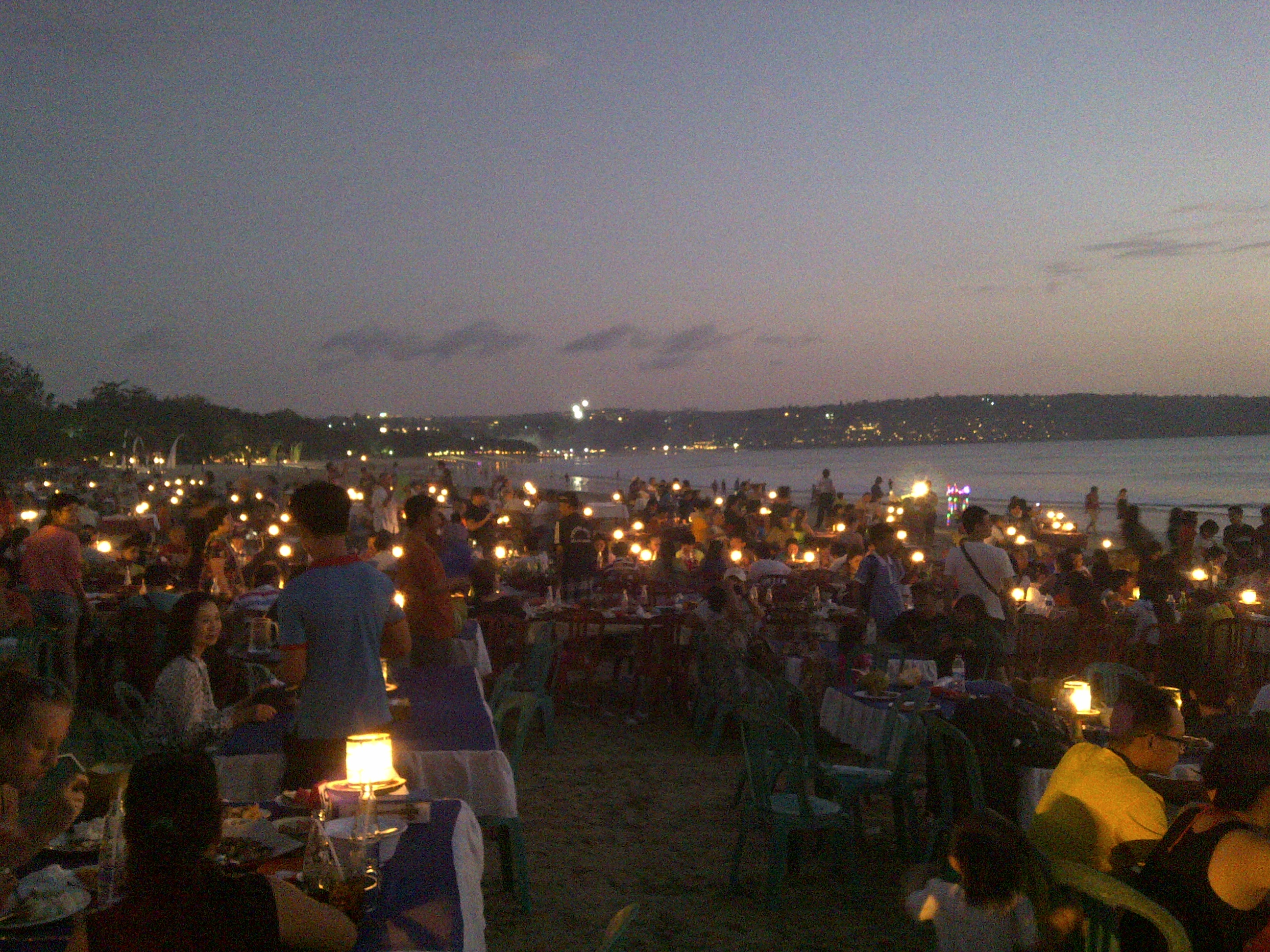
عشاء على ضوء الشموع
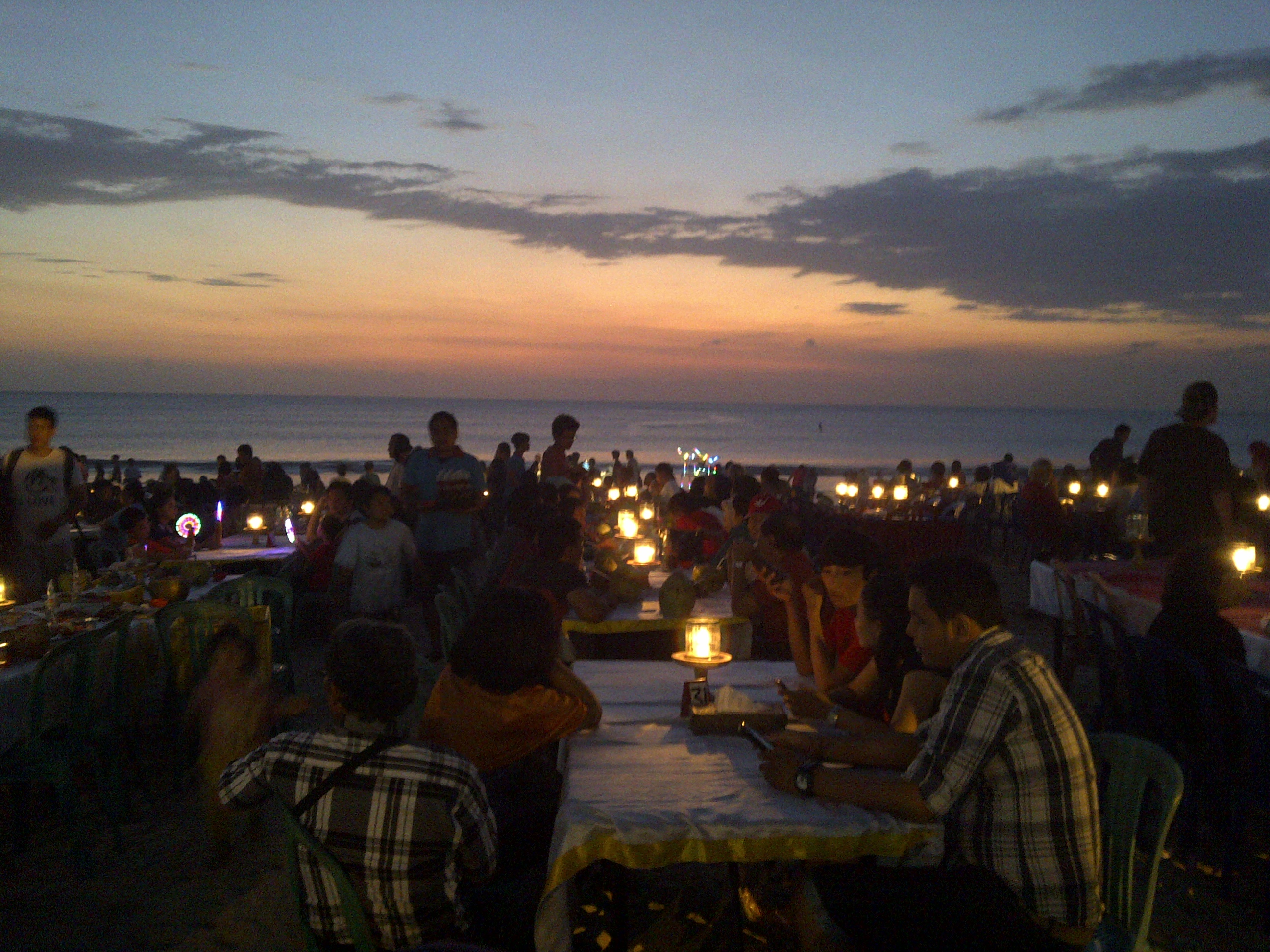
عشاء على ضوء الشموع

## أعلام
- أندي ويبوو